# Берфинк
Берфинк (њем. Börfink) општина је у њемачкој савезној држави Рајна-Палатинат. Једно је од 96 општинских средишта округа Биркенфелд. Према процјени из 2010. у општини је живјело 186 становника. Посједује регионалну шифру (AGS) 7134011.

## Географски и демографски подаци
Берфинк се налази у савезној држави Рајна-Палатинат у округу Биркенфелд. Општина се налази на надморској висини од 515 метара. Површина општине износи 8,2 km². У самом мјесту је, према процјени из 2010. године, живјело 186 становника. Просјечна густина становништва износи 23 становника/km².